# Gonomyia scimitar
Gonomyia scimitar är en tvåvingeart som beskrevs av Alexander 1914. Gonomyia scimitar ingår i släktet Gonomyia och familjen småharkrankar. Inga underarter finns listade i Catalogue of Life.